# Abellio GmbH
Die Abellio GmbH (Abellio Deutschland) ist ein Unternehmen mit Sitz in Berlin, dessen frühere Tochterunternehmen in Deutschland im Schienenpersonennahverkehr (SPNV) aktiv waren. Die Abellio GmbH gehört zur Abellio Transport Holding, einem Unternehmen der niederländischen Staatseisenbahn Nederlandse Spoorwegen (NS). Seit Juli 2021 befindet sich das Unternehmen in einem Schutzschirmverfahren, nachdem die NS nicht mehr bereit war, die Verluste aus dem Deutschlandgeschäft zu tragen.
Während des Schutzschirmverfahrens wurden zum Jahreswechsel 2021/22 das Tochterunternehmen Abellio Rail Baden-Württemberg an die SWEG Südwestdeutsche Landesverkehrs-GmbH veräußert und der Betrieb der für Nordrhein-Westfalen zuständigen Abellio Rail in Hagen Anfang 2022 eingestellt. Die übrigen drei Unternehmen, Abellio Rail Mitteldeutschland in Halle (Saale), die Westfalenbahn in Bielefeld und die PTS GmbH, wurde im Verlauf des Jahres 2022 von der ATH Rail Transport Beteiligungsgesellschaft Deutschland GmbH übernommen, einer neu gegründeten Holdinggesellschaft der Nederlandse Spoorwegen. Diese wurde im Oktober 2024 von BeNEX übernommen.
Im Jahr 2022 erbrachten Abellio Rail Mitteldeutschland und die Westfalenbahn mit 117 Züge Verkehre auf insgesamt 29 Linien. Zusammen mit der Firma PTS, die im Reinigungs- und Sicherheitsgewerbe aktiv ist, beschäftigten die Unternehmen 1.600 Mitarbeiter (Stand Februar 2022). 
Abellio ist Mitglied beim Interessensverband Mofair und seit dem 1. Januar 2020 auch (wieder) beim Verband Deutscher Verkehrsunternehmen (VDV).

## Geschichte und Entwicklungen

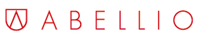
Logo 2004–2009

### Anfänge als kommunales Unternehmen
Das Unternehmen entstand 2004 als gemeinsame Tochtergesellschaft der städtischen Essener Versorgungs- und Verkehrsgesellschaft mbH (EVV), zu der auch die Essener Verkehrs-AG (EVAG) gehörte, und des Essener Busunternehmers Mesenhohl. Vorgänger war die 2001 gegründete EVAG-Betriebsgesellschaft mbH (EVBG), in die der EVAG-Fahr- und Werkstattbetrieb ausgegliedert wurde. Die Gründung von Abellio erfolgte, um in den deutschlandweiten Wettbewerb von Verkehrsleistungen einsteigen zu können. Daher war der EVAG-Betrieb auch nicht Teil des Unternehmens Abellio, sondern in der EVV-Tochter meoline GmbH organisiert. Geschäftsführer des neuen Unternehmens wurde der bisherige EVAG-Geschäftsführer Wolfgang Meyer.
Abellio gewann in der Folge in Nordrhein-Westfalen mehrere Ausschreibungen für den Eisenbahnverkehr und war über eine Reihe von zugekauften Omnibusunternehmen in Hessen, Sachsen und Sachsen-Anhalt auch im Busverkehr tätig. 2005 wurden 75,1 % des Unternehmens an die britische Investorengruppe Star Capital Partners verkauft. 12,36 % hielt weiterhin die EVV. Weitere Gesellschaftsanteile hielt das Abellio-Management.
Als Hauptwerkstatt reaktivierte Abellio ein früheres Bundesbahn-Werk am Standort Hagen-Eckesey. Hier wurden zunächst insgesamt acht Millionen Euro investiert, um die Fahrzeuge zu beheimaten und die Wartungs- und Instandhaltungsarbeiten durchzuführen.
Die erste Betriebsaufnahme erfolgte im Dezember 2005 im Emscher-Ruhrtal-Netz auf der heutigen Glückauf-Bahn, damals Nokia-Bahn. Hier kommen seitdem Triebzüge vom Typ Alstom Coradia LINT zum Einsatz, die sich im Eigentum des Unternehmens befinden. Diese Linie war vom Verkehrsverbund Rhein-Ruhr (VRR) für zwölf Jahre ausgeschrieben worden. Zum gleichen Zeitpunkt fand auch die Betriebsaufnahme auf der Ruhr-Lenne-Bahn zwischen Essen und Hagen statt. Hier betrug die ursprüngliche Vertragsdauer zunächst nur zwei Jahre, so dass man bei Abellio von einer Investition in Neufahrzeuge abgesehen hat. Stattdessen kamen alte n-Wagen und Schnellzug-Abteilwagen zum Einsatz, die man sich teilweise aus ganz Deutschland gemietet hatte.
Hinzu kamen drei Steuerwagen der Bauart ABybdzf482.1 mit Wittenberger Kopf, die bereits Mitte der 1990er Jahre im früheren Raw Halberstadt aus Mittelwagen der DR-Bauart Bmh721 entstanden sind. Dabei handelt es sich um die Wagen 50 80 80-35 632, 639 und 665 Bybdzf482. Sie konnten günstig von der DB AG erworben werden und wurden mit einem 1.-Klasse-Bereich nachgerüstet. Während der Wagen 50 80 80-35 632 heute auf einem Museumsgleis im Abellio-Stützpunkt Hagen-Eckesey steht, konnten die beiden anderen Wagen an Cargo Logistik Rail Service GmbH verkauft werden.
Schub- bzw. Zugloks für die Wendezüge waren gemietete Fahrzeuge vom Typ Siemens ES64U2. Eigentümer war das heutige Unternehmen MRCE, das damals noch unter dem Namen Dispolok aktiv war und im Eigentum der Siemens AG stand.
Im Rahmen der Neuausschreibung des Ruhr-Sieg-Netzes für zwölf Jahre, von Dezember 2007 bis Dezember 2019, wurde auch die Ruhr-Lenne-Bahn erneut vergeben. Abellio hat die Linie wiederholt gewinnen können und die Leasinggesellschaft CB-Rail (heute Ascendos) mit der Anschaffung von insgesamt zwanzig Triebzügen vom Typ Stadler FLIRT beauftragt. Erstmals kam dabei auch die zweiteilige Variante zum Einsatz, die bis dahin nur auf dem Papier bestand.
Mit der Betriebsaufnahme im Ruhr-Sieg-Netz wurden zwischen Hagen, Siegen und Essen die bis dahin eingesetzten n-Wagen abgelöst. Neu am Betriebskonzept ist eine regelmäßige Flügelung der Züge aus Hagen kommend in Iserlohn-Letmathe: Dort fährt ein Teil stets nach Iserlohn, der andere stets nach Siegen. Dadurch konnte der Aufgabenträger NWL die Zahl der Zugkilometer reduzieren, ohne dabei jedoch das Gesamtangebot zu verschlechtern.

### Tochterunternehmen und Übernahme durch Nederlandse Spoorwegen
Im Jahr 2005 beteiligte man sich zudem an der Gründung der Westfalenbahn und trat so auch in der Region Nordwestdeutschland in den Markt ein. Mit Abellio als einem von vier gleichberechtigten Gesellschaftern fährt die Westfalenbahn ebenfalls seit 2007 im nördlichen Nordrhein-Westfalen sowie in Niedersachsen. Auch hier kamen Stadler FLIRT zum Einsatz, die sich im Eigentum von Alpha Trains befinden. Im Juli 2017 verkündete Abellio, Alleingesellschafter der WestfalenBahn zu sein. Die bisherigen Gesellschafter (moBiel GmbH, Mindener Kreisbahnen GmbH und die Verkehrsbetriebe Extertal GmbH) übertrugen dazu ihre jeweilige Beteiligung an der WestfalenBahn vollständig an die Abellio GmbH.
Im November 2008 wurde bekannt gegeben, dass die bisherigen Eigentümer der Abellio GmbH aus dem Unternehmen aussteigen und sämtliche Geschäftsanteile an die niederländische Staatseisenbahn verkaufen. Am 7. November 2008 wurde die Übernahme beim Bundeskartellamt zur Genehmigung angemeldet, die am 24. November 2008 bedingungslos erteilt wurde. Im weiteren Verlauf wurde Abellio der zentrale Markenname sämtlicher Aktivitäten der niederländischen Staatseisenbahn im Personenverkehr außerhalb der Niederlande. Geschäftsführer Meyer verließ das Unternehmen zum Jahresende 2008.

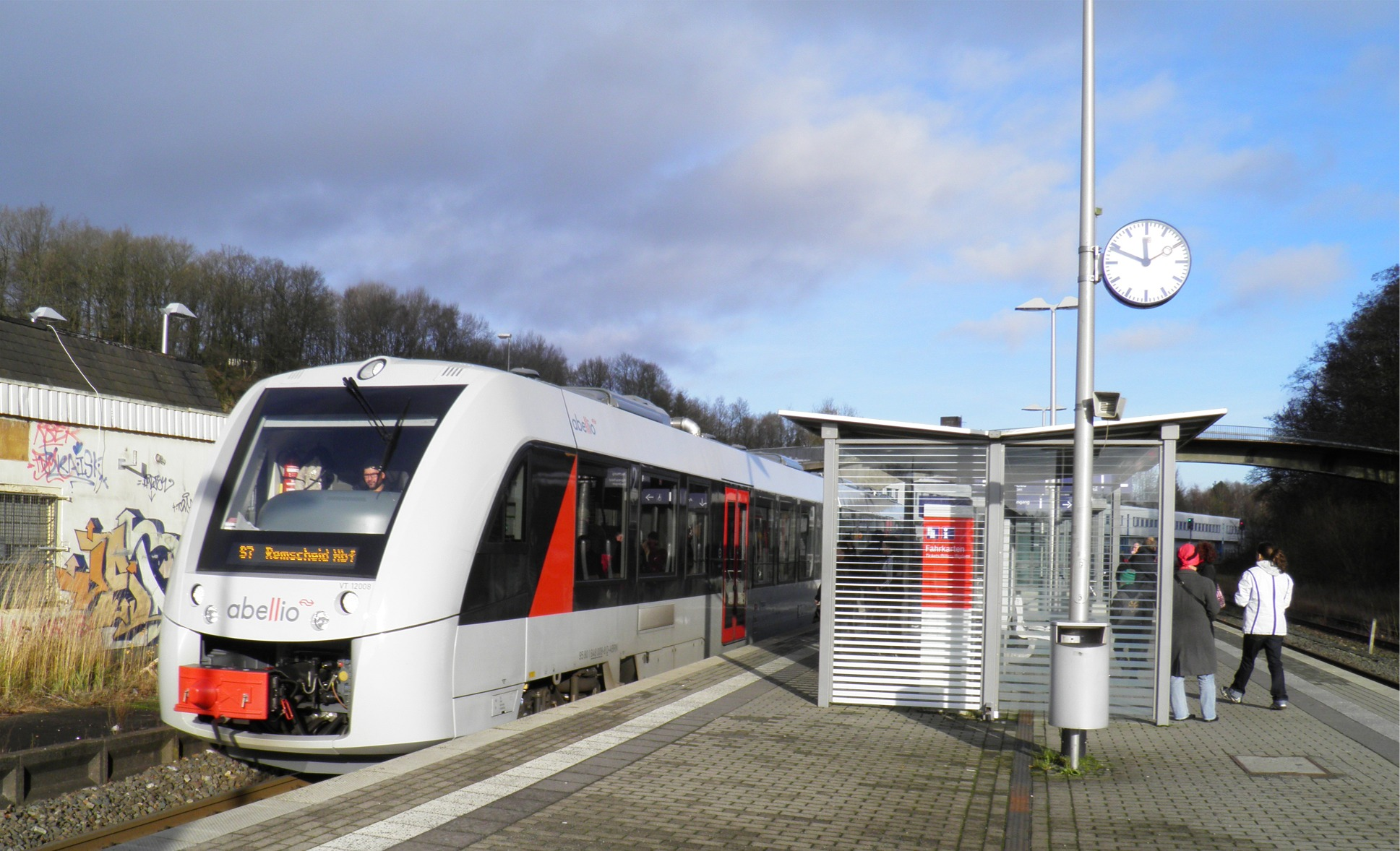
LINT von Abellio beim Halt am Ronsdorfer Bahnhof

Mit Wirkung zum 1. Januar 2009 wurde Shaun Mills Geschäftsführer der Abellio GmbH. Unter dessen Führung hat das Unternehmen sich im Jahr 2009 an der Vergabe der damaligen Linie RB 47 (Der Müngstener) beteiligt und konnte mit Wirkung zum Dezember 2013 das Netz weiter vergrößern. Dabei kam, auch aus den Erfahrungen der Finanzkrise ab 2007 erstmals ein neues Investitionsmodell zum Einsatz, das auf dem Prinzip Sale-Lease-Back basiert. Abellio hat die Fahrzeuge vom Typ Coradia LINT angeschafft und unmittelbar nach der Auslieferung an den Verkehrsverbund Rhein-Ruhr (VRR) verkauft – der die Fahrzeuge dann an Abellio vermietet hat. Durch dieses Konstrukt ist der VRR den Banken gegenüber der Kreditnehmer. Ziel des Aufgabenträgers war es, seine eigene Kreditwürdigkeit für alle Akteure gleichermaßen zur Verfügung zu stellen. Der endgültige Zuschlag wurde im November 2010 erteilt.
Im Jahr 2009 kam es zudem in einem langjährigen Streit zwischen VRR und DB Regio NRW zu einer außergerichtlichen Einigung. Diese hätte eine langfristige Direktvergabe zugunsten der Deutschen Bahn vorgesehen. Damals hat Abellio juristische Schritte gegen diese Planungen eingeleitet. Sowohl die Vergabekammer Münster als auch das Oberlandesgericht Düsseldorf erklärten die Vergabe für rechtswidrig. Da es aus dem Jahr eine anderslautende Entscheidung des Oberlandesgerichtes Brandenburg gab, wurde der Fall dem Bundesgerichtshof vorgelegt. Am 8. Februar 2011 urteilte der Bundesgerichtshof in dieser Sache. Das Urteil besagt, dass Verkehrsleistungen im Schienenpersonennahverkehr (SPNV) fortan europaweit ausgeschrieben werden müssen und das Vergaberecht strikt einzuhalten ist. Direktvergaben wurden damit für die Zukunft unterbunden, und die teils milliardenschweren Aufträge dürfen nicht mehr formlos an ein vom Aufgabenträger ausgesuchtes Unternehmen vergeben werden.

### 2010er Jahre: Expansion nach Mitteldeutschland und Baden-Württemberg

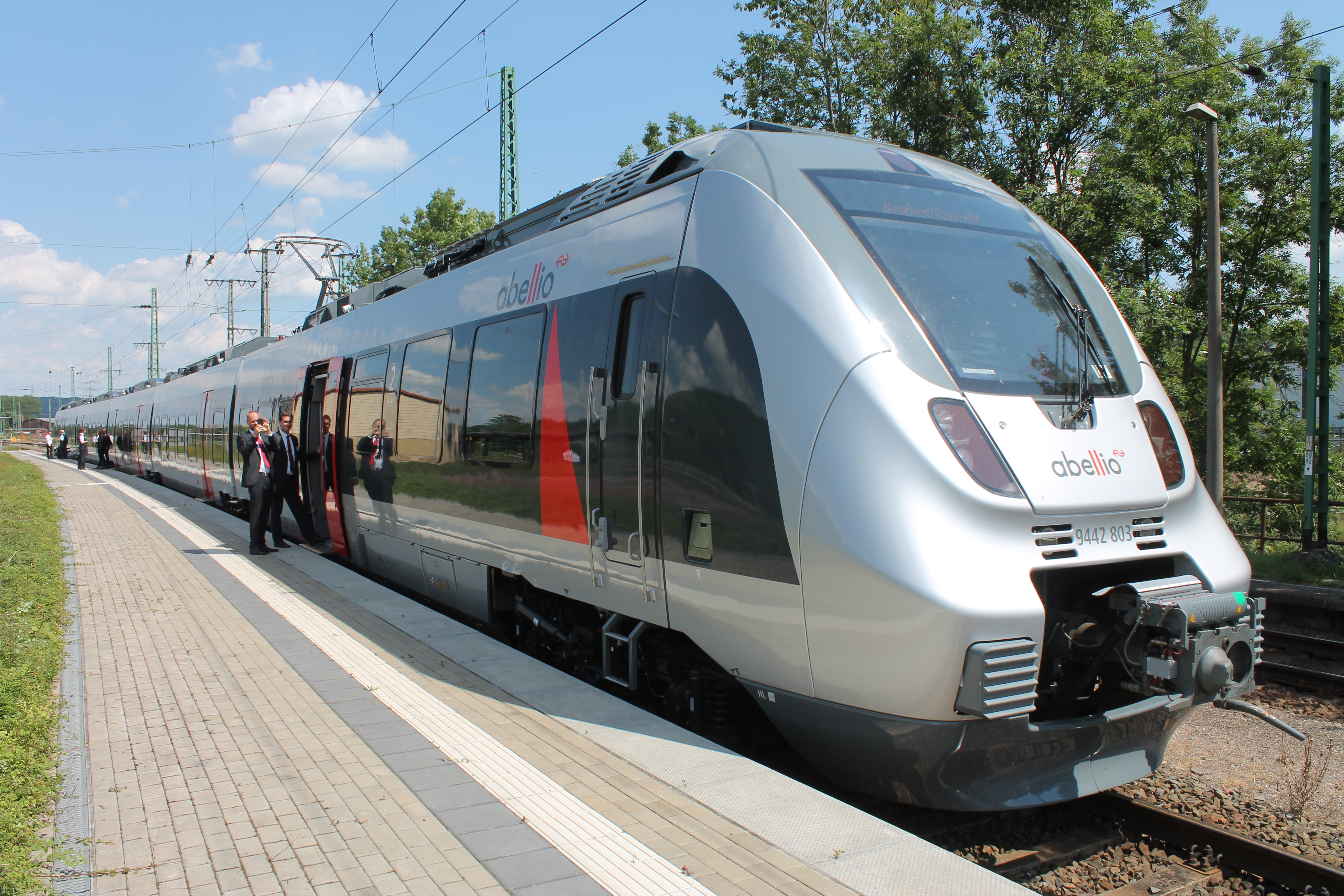
Talent 2 von Abellio Rail Mitteldeutschland

Im Jahr 2012 erhielt Abellio den Zuschlag zum Betrieb des Saale-Thüringen-Südharz-Netzes, woraufhin die Abellio Rail Mitteldeutschland GmbH mit Sitz in Halle gegründet wurde. In Sangerhausen errichtete Abellio eine neue Betriebswerkstatt. Im STS-Netz kommen seit Dezember 2015 35 E-Talent 2 von Bombardier zum Einsatz (Drei- und Fünfteiler). Im Dezember 2018 übernahm Abellio Rail Mitteldeutschland den Betrieb im Dieselnetz Sachsen-Anhalt. In dem insgesamt 16 Linien umfassenden Netz kommen Triebfahrzeuge vom Typ Alstom Coradia LINT zum Einsatz.

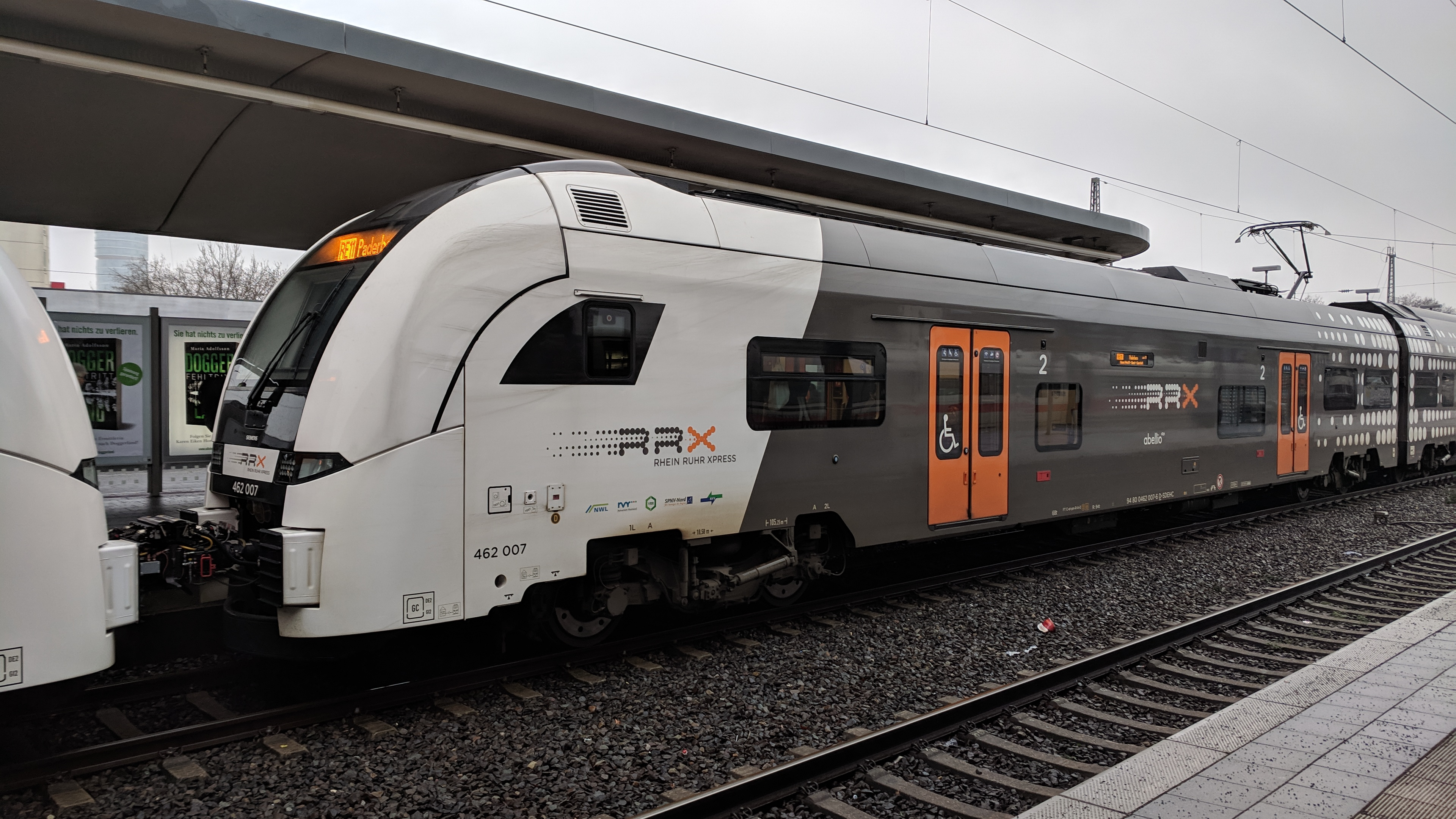
Der Rhein-Ruhr-Express mit Abellio NRW als Betreiber auf einigen Strecken

Auch in NRW expandierte Abellio weiter: Im Jahr 2013 erhielt die Abellio Rail NRW den Zuschlag zum Betrieb des Niederrhein-Netzes inkl. grenzüberschreitendem Verkehr nach Arnheim (Niederlande) ab Dezember 2016. Seit Dezember 2018 befährt Abellio Rail NRW die Linie RE 11 (RRX) des Rhein-Ruhr-Expresses. Im Juni 2020 folgte die Linie RE 1 (RRX). Im Dezember 2019 nahm Abellio den Betrieb der S-Bahn Rhein-Ruhr auf.
In Baden-Württemberg befuhr Abellio seit Mitte 2019 das Stuttgarter Netz / Neckartal. Für die Wartung der 52 Triebfahrzeuge des Typs Talent 3 vom Hersteller Bombardier, die im Netz Neckartal zum Einsatz kommen, errichtete Abellio ein neues Bahnbetriebswerk in Pforzheim.
Im Mai 2015 verlegte Abellio seine Deutschlandzentrale von Essen nach Berlin. Als Grund für den Umzug nannte das Unternehmen die deutschlandweite Ausrichtung sowie die Nähe zu politischen Gremien und Branchenverbänden sowie Vertretungen der Bundesländer. Gleichzeitig erfolgte der Ausbau des Standortes Hagen, der zur Repräsentanz in NRW ausgebaut wurde.

### Ab 2020: Wirtschaftliche Schwierigkeiten und Abgabe von Netzen
Im August 2020 wurden weitreichende finanzielle Probleme des Unternehmens sowie von anderen privaten Bahnunternehmen bekannt. Seit Jahren würden rote Zahlen geschrieben, weshalb eine Insolvenz nicht mehr ausgeschlossen sei. Es begannen Verhandlungen mit den ÖPNV-Aufgabenträgern über Änderungen an den Verkehrsverträgen, wobei die Verkehrsunternehmen zur „Kompensation von externen Kostensteigerungen“ Nachbesserungen (aus ihrer Sicht) verlangten. Im Juni 2021 schrieb der niederländische Finanzminister an die Ministerpräsidenten der beteiligten Bundesländer, dass „Abellio ohne Ausgleich der Mehrkosten nicht überlebensfähig ist.“
Abellio Deutschland beantragte Ende Juni 2021 die Eröffnung eines Schutzschirmverfahrens. Am 30. Juni 2021 gab das Amtsgericht Berlin-Charlottenburg dem gestellten Antrag statt. Am 7. September 2021 kündigte die niederländische Staatseisenbahn an, Abellio ab Oktober finanziell nicht mehr unterstützen zu wollen, woraufhin eine Betriebseinstellung zum 1. Oktober 2021 drohte.
Drei Tage später wurde eine Einigung zwischen Abellio Mitteldeutschland und der Nahverkehrsservice Sachsen-Anhalt GmbH (NASA) bekanntgebenden, der zufolge Abellio das Saale-Thüringen-Südharz-Netz bis zum Vertragsende 2030 weiterhin betreiben wird, jedoch der Vertrag zum Betrieb des Dieselnetz Sachsen-Anhalt zum Dezember 2024 im Einvernehmen vorfristig aufgelöst wird. Am 7. Juli 2023 wurde bekannt gegeben, dass das Netz von der DB-Regio-Tochter start übernommen wird.
In Baden-Württemberg und Nordrhein-Westfalen wurden Fortführungsvereinbarungen zur Sicherung des Betriebes bis Ende Dezember 2021 bzw. Ende Januar 2022 geschlossen, um in Ruhe eine langfristig ausgerichtete Einigung im Sinne der Fahrgäste und der Beschäftigten zu erzielen. Auch für den Betrieb der Westfalenbahn wurde eine entsprechende Fortführungsvereinbarung bis Ende März 2022 unterzeichnet. Zur Westfalenbahn verlautete im November 2021, dass der Gläubigerausschuss Abellio bis zum Vertragsende 2030 als Betreiber behalten will.
Am 25. November 2021 wurde bekannt gegeben, dass Abellio Rail Baden-Württemberg von der landeseigenen Südwestdeutsche Landesverkehrs-GmbH (SWEG) gekauft wurde, die die vertraglich vereinbarten Verkehre bis Dezember 2023 fortführt. In der Zwischenzeit wird eine neue Ausschreibung über das bisher von Abellio betriebene Netz durchgeführt. Eine Übernahme der Abellio Rail Baden-Württemberg soll ebenfalls Teil dieser Ausschreibung sein.
Am 30. November 2021 wurde bekannt gegeben, dass Abellio Rail NRW sein Liniennetz nur noch bis Ende Januar 2022 betreiben wird. Am 8. Dezember 2021 erfolgte eine Notvergabe, bei der die bisher von Abellio betriebenen Linien bis 2023 an die Konkurrenten DB Regio, National Express und Vias vergeben wurden.
Am 23. April 2024 wurde bekannt, dass Abellio Deutschland an BeNEX verkauft werden soll. Die Übernahme erfolgte zum 15. Oktober 2024.

## Unternehmensstruktur

### Tochtergesellschaften und Leistungen
Die Struktur des Konzerns in Deutschland ist in die Geschäftsbereiche Rail und Service aufgeteilt.

#### Abellio Rail
- Abellio Rail Mitteldeutschland
- Westfalenbahn

#### Abellio Service
- PTS GmbH in Neuss

### Veränderungen / Konzentration auf Schienenpersonennahverkehr

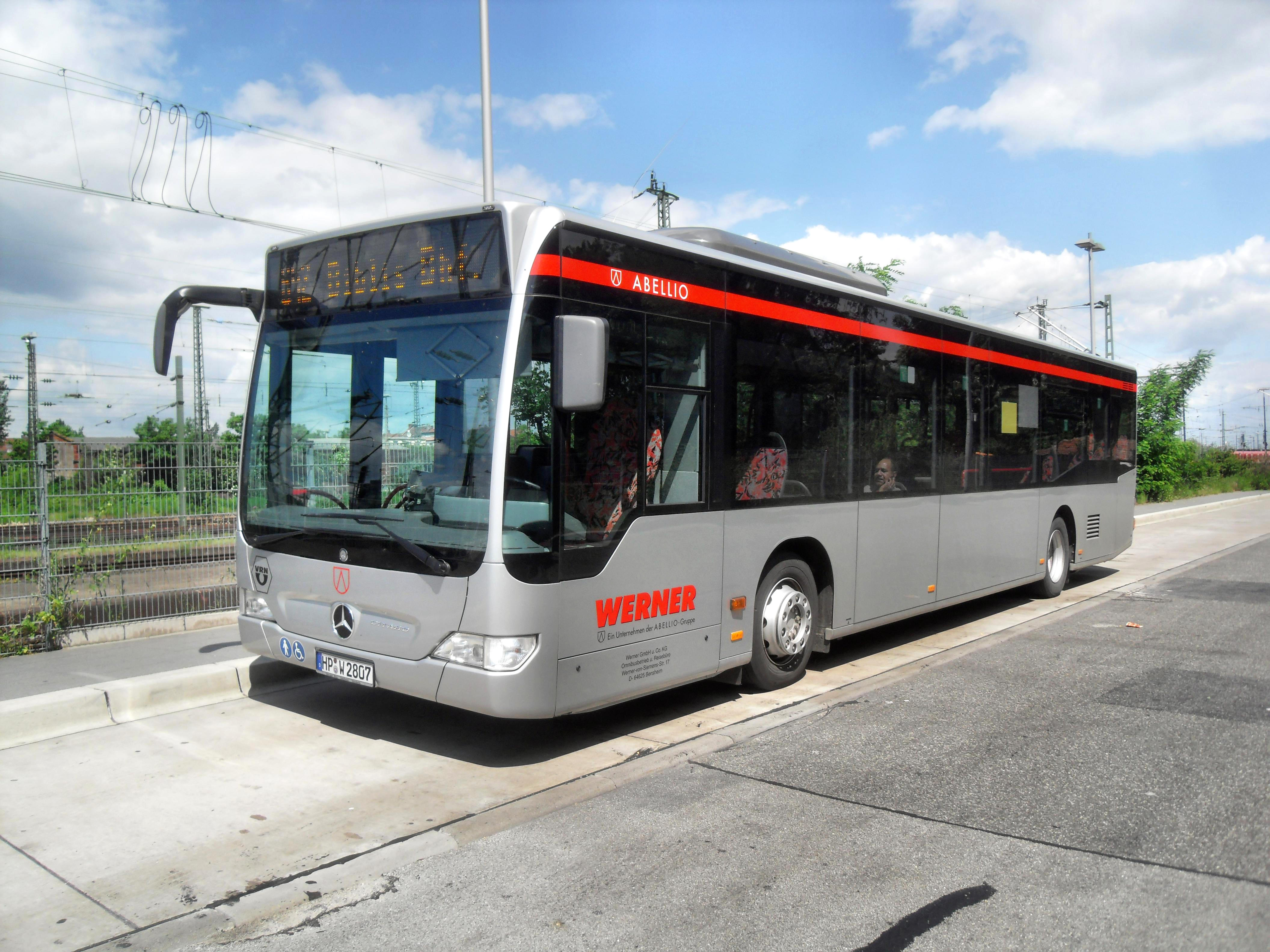
Bus des bis 2013 zur Abellio Bus GmbH gehörenden Verkehrsunternehmens Werner im Wormser Busbahnhof

2006 wurden die beiden Beteiligungsgesellschaften Abellio Bus GmbH für den Omnibusverkehr und Abellio Rail GmbH für den Eisenbahnverkehr gegründet, um die verschiedenen Beteiligungen nach Sparten zu ordnen. Ab 2010 begann Abellio, seine Beteiligungen im Bereich Bus zu verringern. Im Jahr 2010 übernahm die Familie Mesenhohl die 49-%-Beteiligung der Abellio an der Meobus, Essen. Die restlichen 51 % dieser Gesellschaft wurden auch zuvor schon von ihr gehalten.
Im April 2011 wurde die Beteiligung von 34 % an der OBS Omnibusbetrieb Saalekreis an die beiden anderen Gesellschafter Vetter und HAVAG abgegeben.
Mit Wirkung vom 1. Januar 2013 übernahm die CVAG alle Geschäftsanteile der ETP Euro Traffic Partner, die zuvor zu je 25 % von Abellio, der CVAG sowie zwei sächsischen Regionalbusgesellschaften gehalten wurden.
Im April 2013 gab Abellio bekannt, dass es sich strategisch neu ausrichten will: Demnach wolle sich Abellio künftig ausschließlich auf den Schienenpersonennahverkehr konzentrieren. Der Konzern suchte deshalb für die drei verbleibenden eigenen Busgesellschaften KVG, VM und Werner einen Käufer.
Am 1. November 2013 hat der Schweizer Finanzinvestor Transport Capital die Busunternehmen VM und Werner übernommen. Die verbliebene KVG wurde im Oktober 2014 an Rhenus Veniro verkauft.
Die Abellio Rail wurde Mitte Juni 2014 mit der Abellio GmbH verschmolzen.
Die Abellio Rail Südwest entstand Ende August 2014 aus der am 2. Mai 2003 in Frankfurt gegründeten NedBahnen Deutschland mit seit Mitte 2010 Sitz in Essen. Am 22. April 2015 verlegte sie ihren Sitz nach Berlin, gewann die Ausschreibung des Loses 1 der Stuttgarter Netze, und verlegte am 26. September 2016 ihren Sitz nach Stuttgart und benannte sich in Abellio Rail Baden-Württemberg um.
Am 1. Januar 2022 wurde Abellio Rail Baden-Württemberg an die SWEG Südwestdeutsche Landesverkehrs-GmbH verkauft. 
Am 1. Februar 2022 stellte Abellio Rail (zuvor Abellio Rail NRW) den Betrieb ein.